# Kostis Papagiorgis
Kostis Papagiorgis (en griego: Κωστής Παπαγιώργης; nombre real Κωνσταντίνος Παπαγεωργίου Konstantinos Papageorgiou, 7 de noviembre de 1947 - 21 de marzo de 2014) fue un ensayista griego, columnista y traductor de los estudios filosóficos.

## Biografía
Hijo de un maestro, Papagiorgis nació el 7 de noviembre de 1947 en Neochori, Ypati y vivió en Kymi (1951-1960), Chalandri, Tesalónica (1966-1967) y París (1969-1975).
Asistió a la escuela de leyes en Tesalónica y filosofía en París, sin embargo, después de haber completado sus estudios. Comenzó a escribir y traducir en la segunda mitad de la década de 1970, mientras que al mismo tiempo trabajó en publicaciones. Publicó en la revista teórica "Chora". Comenzó a escribir ensayos en 1987.
En 2002, fue honrado con el Premio Literario de Estado (el premio literario más prestigioso de Grecia) por su obra "Kanellos Delegiannis".
Papagiorgis pasó los últimos años de su vida en Atenas con su esposa Rania Stathopoulou y escribió gratis para la revista de prensa griega LIFO.